# پناه عبدالله اف
پناه عبدالله اف یک کاراته کا آذربایجانی است. وی مدال نقره وزن ۸۴ کیلوگرم کومیته مردان را در مسابقات کاراته قهرمانی اروپا ۲۰۲۱ که در پورچ کرواسی برگزار شد، به دست آورد. وی در وزن ۸۴ کیلوگرم مردان در بازی‌های همبستگی کشورهای اسلامی ۲۰۲۱ که در قونیه ترکیه برگزار شد، به مدال نقره دست یافت.